# Basilica minore di Santa Maria Assunta (Randazzo)
La basilica minore di Santa Maria è il principale luogo di culto in stile gotico ubicato nella piazza omonima della cittadina di Randazzo.

## Storia
Secondo la tradizione l'edificio sorge sul luogo ove in tempi remoti un pastorello scoprì, all'interno di una grotta, una fiammella ardente davanti all'immagine della Madonna che nessuno aveva visto prima. Sulla grotta si costruì prima un altare e poi una chiesetta in legno.

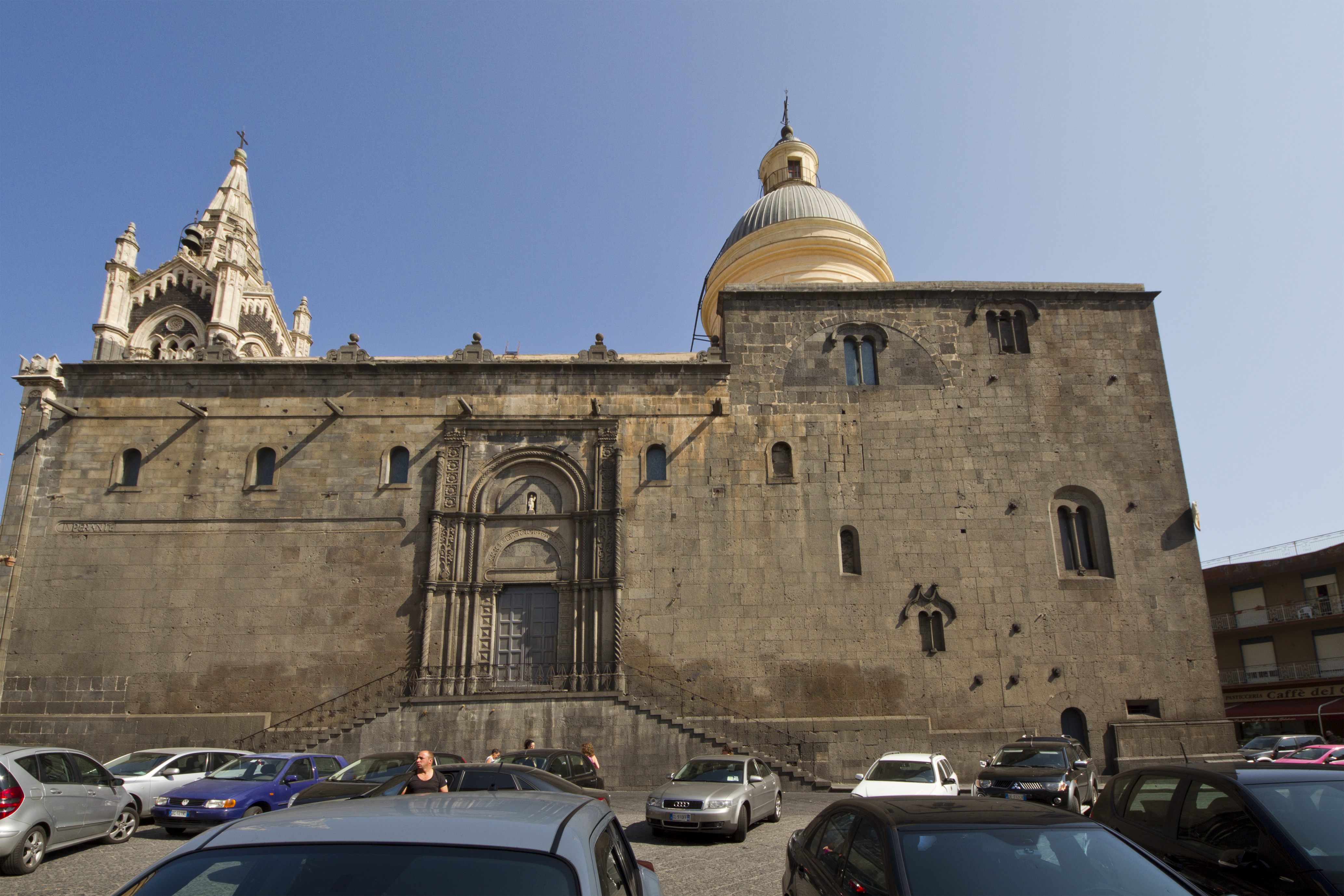
Fianco destro e portale meridionale.

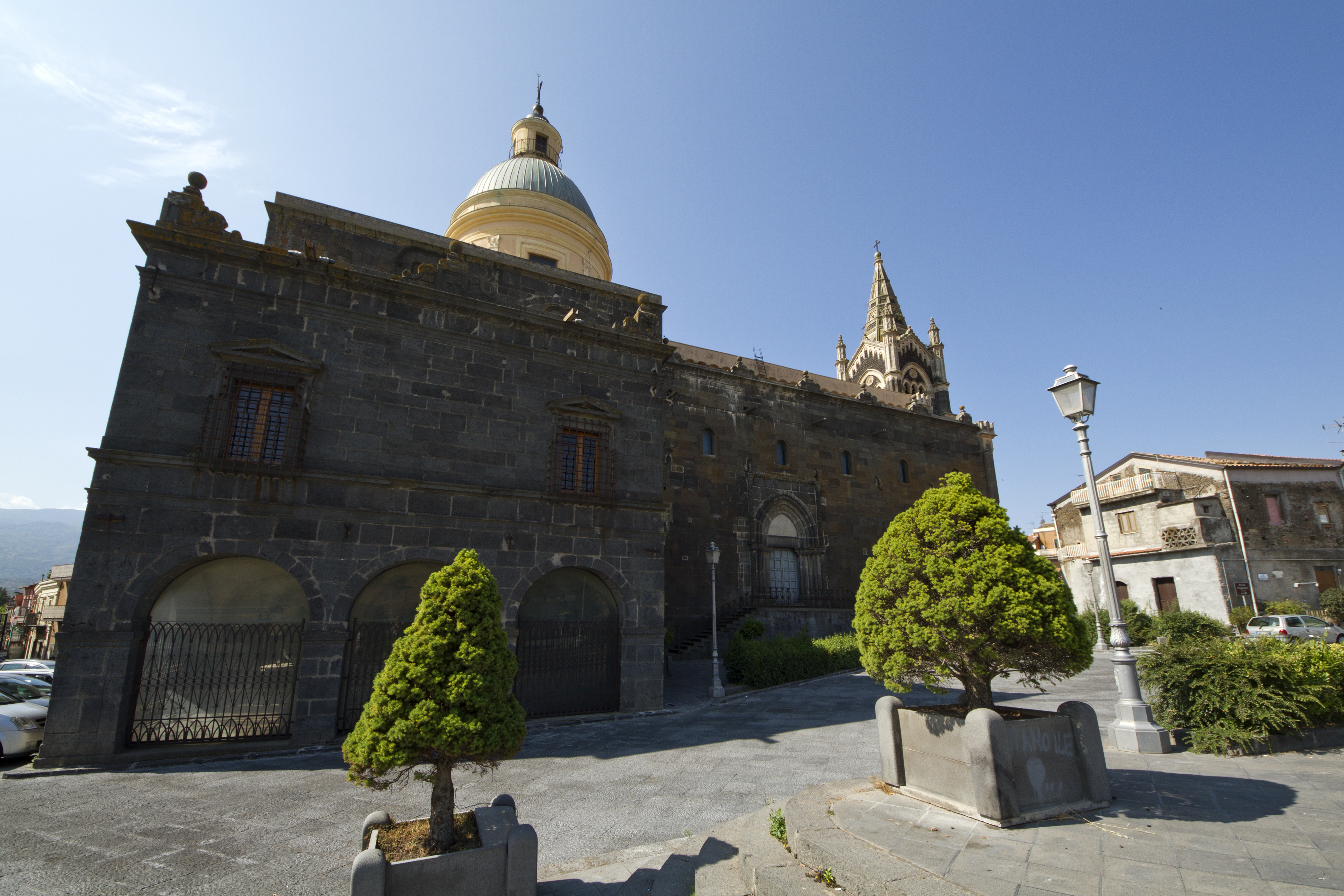
Fianco sinistro e portale settentrionale.

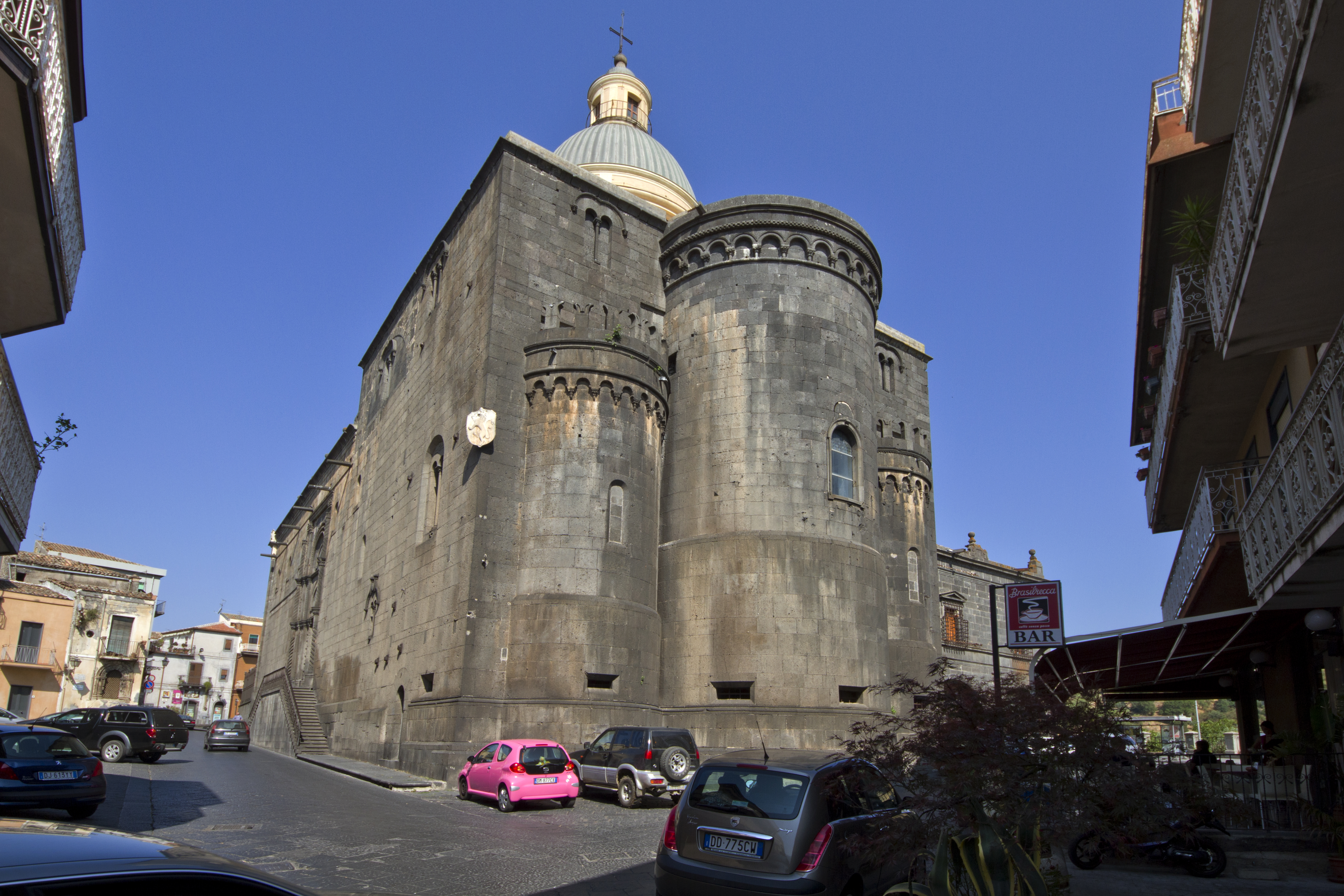
Esterno absidi.

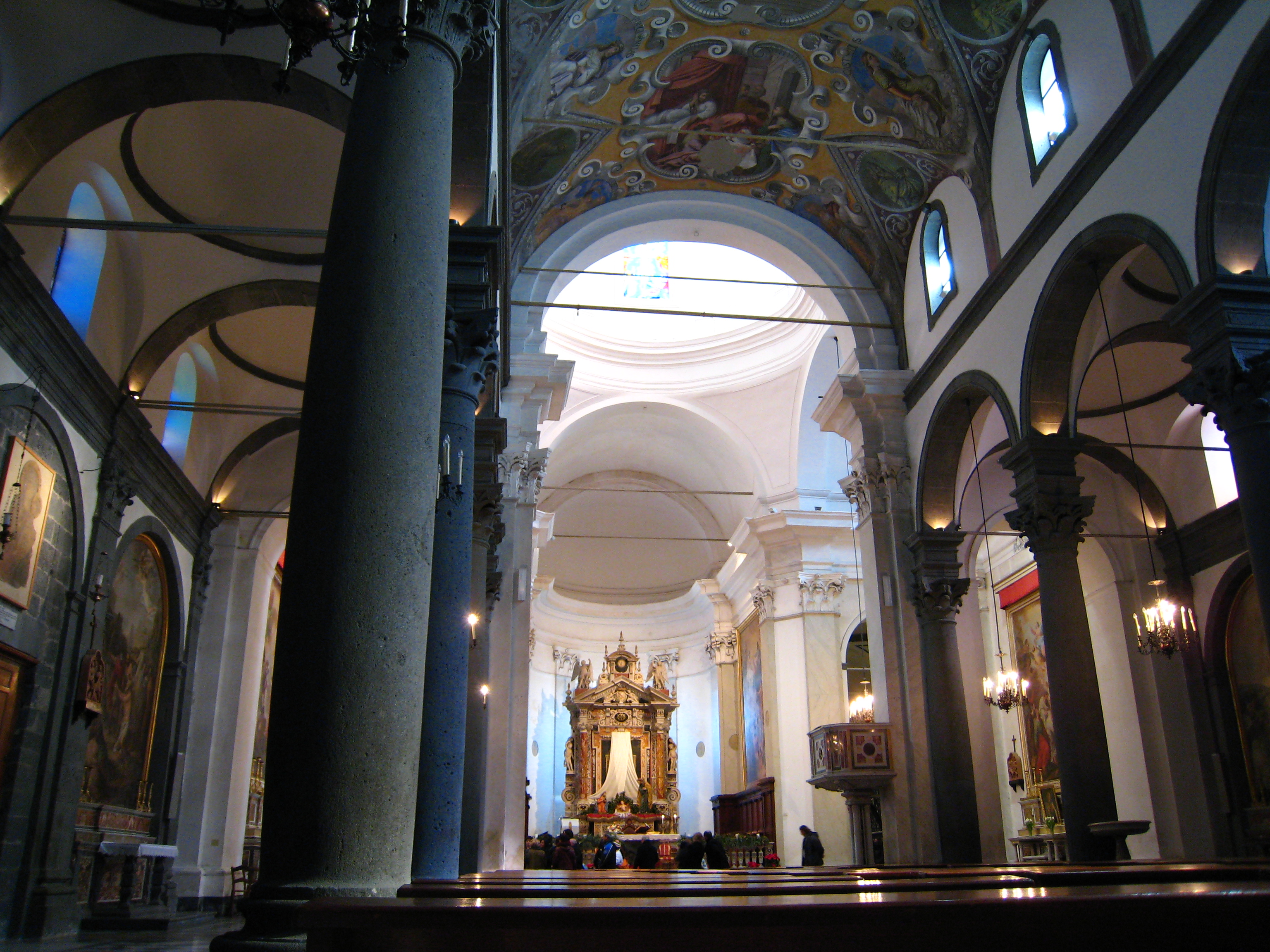
Interno.

### Epoca sveva
La costruzione di gran parte delle strutture attuali risale al periodo compreso tra il 1217 al 1239 come attesta un'epigrafe in caratteri gotici scolpita nella base di un pilastro della sacrestia. In essa sono segnate le date e le fasi dei vari completamenti.
Il campanile recava l'iscrizione "Magister Petrus Tignoso me fecit". La lapide vulcanica esterna alla sacrestia "ANNO DOMINI MCCXXXVIIII ACTUM EST HOC OPUS".

### Epoca aragonese
Nel tempio si venerava la "Madonna del Pileri" alla fine del XVI secolo.
Appartengono a questa epoca i portali quattrocenteschi di tramontana e di mezzogiorno. 
- Lato nord: portale inserito in un arco gotico strombato incorniciato da colonne tortili con sviluppo elicoidale alterno su doppio ordine e sormontate da pinnacoli.
- Lato sud: una doppia rampa di scale con sviluppo isoscele raccorda l'ingresso laterale destro alla sede stradale. Il magnifico portale si articola su tre ordini ove colonne, cornici decorate con motivi fitomorfi e vari livelli di strombature delimitano architravi e lunette inscritte sotto un unico arco.

Ornamento di grande pregio artistico, attribuibile a scuola pisana, è la statuetta marmorea raffigurante la Madonna, opera collocata in una piccola edicola nella lunetta superiore del portale sud. Degno di nota è lo stemma marmoreo con leone rampante, assunto come simbolo della città, lo scudo spicca sullo spigolo prossimo all'absidiola di sud - est.
Lungo il perimetro della chiesa si svolgeva la Fiera franca a partire dal 1476, autorizzata da re Giovanni d'Aragona, che si svolgeva per ben 9 giorni - 4 giorni prima e 4 dopo il 15 agosto - contestualmente all'evento processionale della Vara. Il 16 agosto si correva il Palio.

### Epoca spagnola
Nel 1589 il tempio subì la prima trasformazione all'interno per opera del grande architetto toscano Andrea Calamech. L'artista curò la progettazione del rifacimento secondo stilemi rinascimentali d'influsso brunelleschiano con elementi siculo - catalani. L'intervento comportò l'ingrandimento del tempio con la trasformazione a tre navate, ambienti ripartiti da colonne monolitiche di basalto e impianto a croce latina.
Dal severo e cupo stile gotico originario la costruzione fu trasformata ammorbidendola con linee rinascimentali permeate da elementi siculi. Completata nel 1594, risentì nello stile e nelle linee degli influssi, contaminazioni, accorgimenti e particolari architettonici riscontrabili nella chiesa di San Lorenzo e nella chiesa di Santo Spirito di Firenze.

### Epoca borbonica
Nel 1751, assieme alla chiesa di San Martino e alla chiesa di San Nicola, fu insignita del titolo di collegiata, con facoltà di elezione delle Dignità Capitolari, e concessione dei privilegi canonicali, compresa la Cappa di Coro e l'Ermellino, privilegi confermati dalla Santa Sede nel 1785.
1787 - 1805. Per la creazione del transetto, della crociera e l'innalzamento della cupola intervenne il palermitano Giuseppe Venanzio Marvuglia già impegnato a dirigere lavori pressoché identici, ma di portata maggiore, presso la cattedrale metropolitana primaziale della Santa Vergine Maria Assunta di Palermo. Con il suo apporto, all'interno ciò che restava della linea gotica ha lasciato definitivamente spazio al rifacimento rinascimentale con colonne laviche monolitiche di grandissimo effetto architettonico, il cui nero di natura vulcanica risalta sul bianco dell'intonaco, contribuendo ad accentuare la solennità delle linee, la morbidezza delle forme e dei volumi.
Nel decennio 1852 - 1863 l'architetto siracusano Francesco Saverio Cavallari, restaurò la facciata in stile neogotico e ricostruì la fatiscente torre-campanile di facciata del XIV secolo, ispirandosi agli esempi normanni della capitale dell'isola. Fu così creato un complesso architettonico di grande effetto grazie al contrasto delle modanature e cornicioni in calcare di Siracusa, molte delle quali sono originali e appartengono al vecchio campanile diroccato. Archi ogivali, monofore, bifore, trifore, pinnacoli, delicate merlature, culminano con un tetto a guglia a base esagonale.

### Epoca contemporanea
Il diritto di preminenza ripartito tra i tre luoghi di culto si prolungò fino al 1936, anno in cui monsignor Salvatore Russo, vescovo di Acireale, decise di attribuire il titolo di matrice.
Durante i bombardamenti delle truppe alleate del 1943, la chiesa fu colpita in modo lieve rispetto alle altre due chiese principali. Un ordigno cadde sull'abside maggiore e distrusse l'antico organo, il ballatoio e la volta dell'abside. Fu danneggiato l'altare maggiore, poi restaurato e riconsacrato nel 1945. All'esterno la parte superiore dell'abside fu rifatta.
Le incursioni aeree angloamericane interessarono gran parte della provincia il 2, 12, 13, 14 e 15 agosto al 23 settembre. I bombardamenti di Randazzo furono particolarmente violenti per la presenza di obiettivi militari, circostanza che determinò la distruzione e la conseguente perdita di complessi architettonici e artistici di notevole importanza.

## Architettura
L'edificio in conci squadrati di basalto con contrastanti decorazioni in candida arenaria si presenta con impianto basilicale a croce latina, tre navate ripartite da due serie di colonne monolitiche e tre poderose absidi disposte secondo i canoni 
normanni. Il piano di calpestio interno è sopraelevato rispetto alla sede stradale, pertanto tutti gli ingressi sono raccordati da scale o rampe di gradini.
- Il soffitto della volta della navata centrale è affrescato con un ciclo di scene ispirati alla vita della Beata Vergine, opera di Filippo Tancredi realizzata nel 1682.
- Le decorazioni e gli ornamenti delle finestre riproducono soggetti della flora e della fauna locale, le vetrate artistiche sono state realizzate nel XX secolo.
- Loggia - sacrestia: strutture per le quali sono documentati attività ed interventi di Agostino Scilla.

### Navata destra

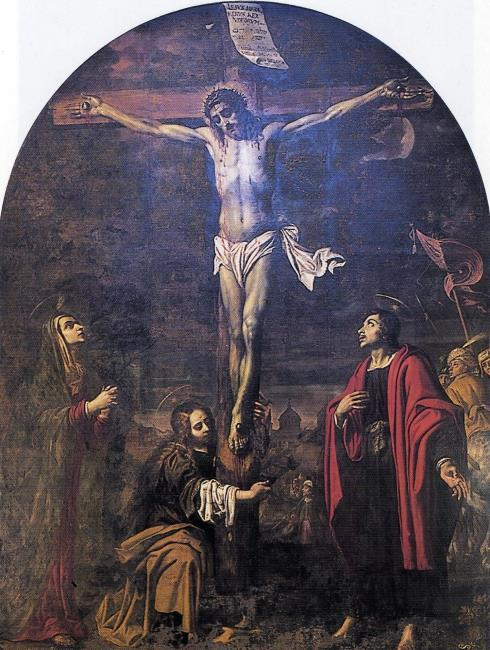
Compianto del Cristo sulla Croce di Giovanni van Houbraken

- Prima campata: Cappella del Battesimo. Fonte battesimale: manufatto marmoreo con cupolino del 1565. Alla parete il quadro raffigurante il Battesimo di Gesù di Francesco Paolo Finocchiaro, dipinto realizzato nel 1895. Opera commissionata dall'arciprete dell'epoca, don Francesco Fisauli, nell'anno 1892, ultimata l'anno successivo e collocata in Santa Maria nel 1895. Si tratta della copia di un'opera esistente nella cattedrale di San Giorgio di Ferrara eseguita da Prospero Piatti.
- Seconda campata: Cappella.
- Terza campata: Cappella della Crocifissione. Sulla parete campeggia il dipinto raffigurante la Crocifissione o Compianto del Cristo sulla Croce, opera del fiammingo Giovanni van Houbraken realizzata nel 1657.[1]
- Quarta campata: Portale destro meridionale sormontato dal dipinto raffigurante la Salvezza di Randazzo, miracolo operato dalla Vergine nei confronti della cittadina minacciata dalle colate laviche del vulcano, opera di Girolamo Alibrandi. Nella pittura su tavola è rappresentata la veduta della città cinquecentesca costituita da paesaggio con tre campanili in epoca medievale.
- Quinta campata: Cappella della Sacra Famiglia. Sulla parete è collocato il quadro raffigurante la Sacra Famiglia, dipinto su tela, opera di Giuseppe Velasco del 1823.[1]

### Navata sinistra
- Prima campata: Cappella.
- Seconda campata: Cappella di Sant'Agata. Sulla parete campeggia il dipinto raffigurante il Martirio di Sant'Agata, opera di Onofrio Gabrieli.[1]
- Terza campata: Cappella di San Sebastiano. Sulla parete campeggia il dipinto raffigurante il Martirio di San Sebastiano, dipinto di Daniele Monteleone del 1614.[1]
- Quarta campata: Portale destro sormontato da affresco raffigurante la Madonna del Pileri.
- Quinta campata: Cappella di Sant'Andrea. Sulla parete campeggia il dipinto raffigurante il Martirio di Sant'Andrea, dipinto su tela, opera di Giuseppe Velasco 1820.[1]

## Transetto
- Absidiola destra: Cappella del Santissimo Crocifisso. Crocifisso, scultura lignea di Umile da Petralia, opera realizzata nel XVII secolo.[5] Sulla parete sinistra è collocato la Dormizione, Assunzione ed Incoronazione di Maria Vergine, dipinto raffigurante tre episodi su unica tela, opera di Giovanni Caniglia del 1548.
  - Braccio destro: Cappella dell'Assunzione. Sull'altare campeggia il quadro raffigurante l'Assunzione di Maria Vergine, dipinto su tela, opera di Giuseppe Velasco, realizzato nel 1810.[1]
- Absidiola sinistra: Cappella del Santissimo Sacramento.
  - Braccio sinistro. Altare caratterizzato da ciborio marmoreo del 1593. Sulla parete il quadro raffigurante l'Annunciazione di Maria Vergine, dipinto su tela, opera di Giuseppe Velasco del 1810.[1]

### Altare maggiore
- Altare Maggiore: il manufatto marmoreo della sopraelevazione è datato 1663, oggetto di restauri e interventi conservativi dell'ultimo dopoguerra. Nell'edicola è collocato il dipinto Madonna col Bambino del 1866 di Pietro Vanni, raffigurante la Vergine in trono.
  - 1810, Incoronazione di Maria Vergine, dipinto su tela, opera di Giuseppe Velasco, collocato sulla parete destra.[1]
  - XVI secolo, Pentecoste, dipinto proveniente dalla chiesa dello Spirito Santo, collocato sulla parete sinistra. Lungo le pareti sono collocati gli scranni del coro.

### Opere d'arte
- ?, Vergine con bambino, statua marmorea.
- XIV secolo, Misure aragonesi: antiche misure aragonesi: l'orcio, per i liquidi, ed il moggio, per i cereali.
- 1564, Mausoleo della baronessa Giovannella De Quatris, patrocinatrice e benefattrice del tempio.
- 1810, Martirio dei Santi Filippo e Giacomo, dipinto su tela, opera di Giuseppe Velasco.[1] Appartenente ad uno dei cicli realizzato dall'artista (ciclo mariano e ciclo dei martirii).
- XVII secolo, Martirio di San Lorenzo, dipinto di Onofrio Gabrieli. Appartenente al ciclo dei martirii realizzato dall'artista.[1]
- 1663, Altare, manufatto marmoreo, opera di Gaspare Guercio.

## Tesoro
- XVI secolo, Libretto di preghiera, della baronessa Giovannella de Quatris. Copertina in avorio scolpito con scene della Crocifissione, Resurrezione, Incoronazione della Vergine e Morte della Vergine; nelle tavolette interne si ammirano sei miniature su pergamena: Annunciazione, Visitazione, Adorazione di Gesù Bambino, il Martirio di San Sebastiano, la Presentazione al Tempio e la Crocifissione.
- XIV secolo, Calice, oggetto liturgico con smalti, dono di Pietro II d'Aragona.[1]
- 1567, Ostensorio, oggetto liturgico da processione, in argento dorato.
- 1282, Paliotto, paramento d'altare in tessuto ricamato in oro e trapunto con perle.[1]

La raccolta contempla una collana d'ambra e vari oggetti d'avorio, una mazza in argento massiccio, croci astili e turiboli, ostensori e reliquiari, incensieri e pissidi, vasellame e arredi liturgici.

## Vara
Fercolo processionale che rappresenta i misteri della dormizione, assunzione e incoronazione della Vergine Maria. Sfila ogni anno il 15 agosto.